# Emil Telmányi

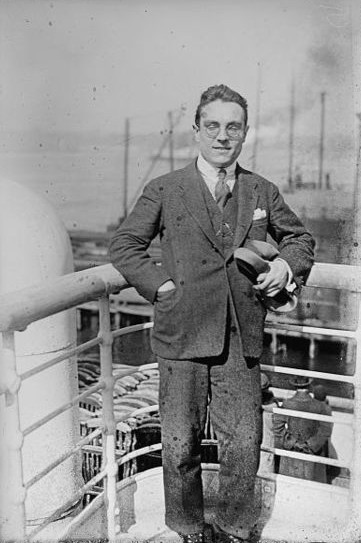
Emil Telmányi.

Emil Telmányi, född 22 juni 1892 i Arad, Ungern (i ett område som från 1919 tillhör Rumänien), död 12 juni 1988 i Holte, Danmark, var en ungersk violinist och dirigent.

## Biografi
Telmányi debuterade som violinist vid 10 års ålder. I Budapest studerade han violin och dirigering för Jenõ Hubay och komposition vid Musikakademien. Från 1911 turnerade han i Europa och gav konserter som violinvirtuos. 
År 1912 kom han till Köpenhamn och gifte sig där 1918 med Carl Nielsens dotter Anne-Marie. År 1919 debuterade han som dirigent i samma stad. 
Åren 1925-1926 var Telmányi verksam som dirigent för Göteborgs symfoniorkester. Han bildade senare en egen kammarorkester. 
År 1936 skilde han sig och gifte om sig med pianisten Annette Schiøler, med vilken han gjorde ett flertal inspelningar för radio och grammofon.
Telmányi ägnade sig intensivt åt Carl Nielsens musik och uruppförde dennes violinverk tillsammans med Ernst von Dohnányi och Victor Schiøler. Som dirigent uruppförde han Nielsens klarinettkonsert.
Han visade stort intresse för barockverkens utförandepraxis och gick i bräschen för den bland musiker omstridda Vega-stråken, även kallad Bach-Bogen, som underlättade spelandet av flerstämmiga ackord. Med denna teknik gjorde han 1954 inspelningar av Bachs solosonater och partitor.
Från 1940 till 1969 undervisade han i Danmark vid Århus Musikademi.